# Imre Makovecz
Imre Makovecz (20. listopadu 1935 Budapešť – 27. září 2011 Budapešť) byl maďarský architekt, považovaný za jednoho z nejoriginálnějších maďarských architektů. Jeho činnost se stala intenzivnější po roce 1989. Slavným se stal se svými individuálními a originálními stavbami. Je zakladatelem organické architektury. Jeho jméno je známé nejen v Maďarsku, ale i ve světě. Stavba je u něj harmonická, následuje kanonickost lidského těla.[zdroj?]

## Školy
- 1959 – Diplom, Budapešť BME (Budapešťská technická univerzita)
- 1999 – titul DLA

## Zaměstnání

### Státní projekční kanceláře
- 1959–1962 Buváti
- 1962–1971 Szövterv
- 1971–1977 Váti
- 1977–1981 Pilisi Álami Parkerdögazdaság

### Vlastní kancelář
- 1981–1991 MAKONA kft.

## Díla

### Realizovaná díla
- 1963 – restaurace, Berhida
- 1972 – 1977– kulturní dům, Sárospatak
- 1975 – smuteční síň, Budapešť
- 1980 – bytový komplex, Sárospatak
- 1981 – obecní dům, Zalaszentlászló
- 1985 – tělocvična, Visegrád
- 1985–1987 – reduta, Szigetvár
- 1986–1987 – evangelický kostel Siófok
- 1987–1988 – římskokatolický kostel, Paks
- 1988 – střední škola, Sárospatak
- 1990–1991 – reformátorský kostel, Temešvár
- 1990–1991 – Maďarský pavilon, Expo 1992, Sevilla
- 1991–1995 – divadlo, Lendva
- 1993 – řeckokatolický chrám, Csenger
- 1993–1995 – plovárna, Eger
- 1994 – kostel, Dunajská Streda
- 1994–1997 – reformátorský kostel, Kluž
- 1995 – římskokatolický kostel, Százhalombatta
- 1995–1996 – reformátorský kostel, Vârghiș
- 1995–1997 – Univerzitní komplex, Piliscsaba
- 1996 – divadlo, Makó
- 1997–1998 – smuteční síň, Szepsiszentgyörgy
- 1999 – římskokatolický kostel, Petőkenye
- 2001 – římskokatolický kostel, Csíkszereda
- 2003 – Koptský monastýr, Taposiris Magna (Egypt)
- 2004–2005 – římskokatolický kostel, Budapešť

### Nerealizovaná díla
- 1983 – římskokatolický kostel, Budapešť
- 1988 – projekt na zástavbu Dunajského nábřeží, Visegrád
- 1990–1993 – římskokatolický kostel, Budapešť
- 1992 – střední škola, Dugny
- 1992–1993 – klášter, Budapešť
- 1994 – projekty pavilony, Budapešť, Světová výstava
- 1994–1996 – Univerzitní kostel, Piliscsaba

## Ocenění
- 1969 – cena Miklóse Ybla
- 1987 – cena Mládeže
- 1987 – čestný člen Spolku amerických architektů
- 1989 – cena Szot
- 1990 – Kosuthova cena
- 1992 – čestný člen Spolku skotských architektů
- 1993 – čestný profesor Univerzity Dundee
- 1996 – cena maďarského dědictví, Nadace pro Maďarsko
- 1997 – Francouzská Akademie architektury, Velká zlatá medaile
- 1998 – čestný člen Spolku britských architektů
- 1999 – cena Imreho Steindla
- 2001 – vyznamenán Corvínovým řetězem
- 2003 – cena Prima Primissima

## Funkce
- 1981 – učitel na BME (Budapešťská Technická Univerzita)
- 1987 – učitel na Mezinárodní Akademii Architektů
- 1988 – předseda
- 1992 – předseda Maďarské Akademie Umění
- 1993 – předseda ředitelské rady Herendského porcelánu
- 1996–1998 – člen nakladatelství Magyar Nemzet (časopis)

## Galerie

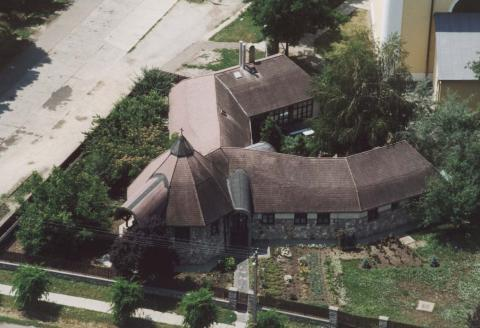
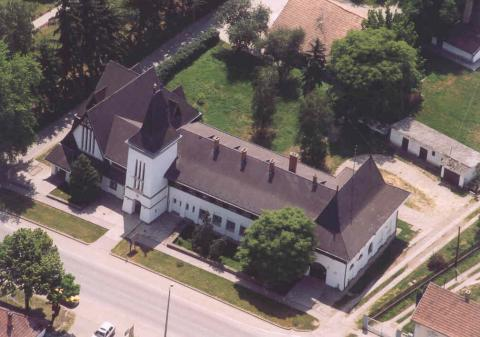
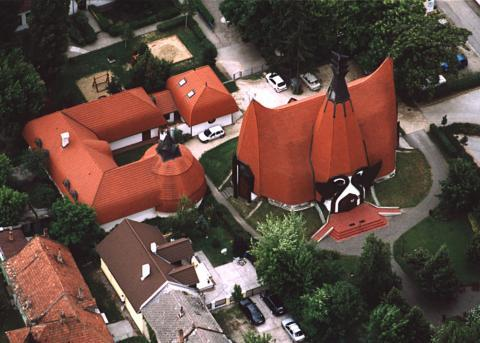
Luteránský kostel v Siófoku
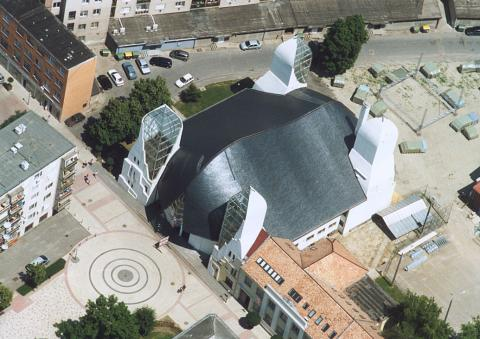
Divadlo v Makó